# سن-اودیلون-دو-کرانبورن، کبک
سَن-اُدیلون-دو-کرانبورن (به فرانسوی: Saint-Odilon-de-Cranbourne) قصبه‌ای در منطقه شهری روبر-کلیش ناحیه شودییر-آپالاش در استان کبک کانادا است. در سرشماری سال ۲۰۱۱ این قصبه ۱٬۴۰۵ نفر جمعیت داشته‌است و مساحت آن ۱۲۸٫۷۷ کیلومتر مربع است.